# Sting in the Tail
Sting in the Tail é o décimo sétimo álbum de estúdio da banda Scorpions, foi lançado em 19 de março de 2010. O processo de gravação decorreu em Hanôver e em Estocolmo. Foi lançado em 19 de março de 2010 na Europa (14 de março na Grécia) e em 23 de março na América do Norte.  Na época, era um álbum de despedida, lançado antes da turnê de despedida.
Os membros da banda explicaram que o som do álbum teria sido semelhante ao dos clássicos lançamentos dos anos 80, mas com um toque moderno.
O álbum apresenta um dueto na música "The Good Die Young" com a cantora finlandesa de metal sinfônico Tarja Turunen, mais conhecida como a ex-vocalista do Nightwish.
Um título provisório para o álbum foi Humanity: Hour II, no entanto, acabou sendo descartado.
As vendas da primeira semana nos Estados Unidos foram de 18.500 cópias, colocando o álbum em 23º lugar na parada 200 da Billboard.  Na Alemanha, o álbum estreou na 2ª posição, mas caiu em sua segunda semana para a 3ª posição, na França na 16ª posição e na Grécia na 1ª posição. O álbum também alcançou a posição número 2 na Billboard Rock Charts.
O álbum alcançou a segunda posição nos discos mais vendidos na Alemanha, alcançando os status de Platina, vendendo mais de 200.000 cópias. O álbum também chegou a posição 23° na Billboard 200 e a posição 27° no ranking de álbuns da ABPD no Brasil.
A turnê Get Your Sting e Blackout World Tour promovendo o álbum foi inicialmente relatada como a última turnê da banda, embora este não tenha sido o caso. Em entrevistas posteriores dadas após o início da turnê, pelo menos dois membros da banda (Klaus Meine e Matthias Jabs) afirmaram que a banda não iria parar a turnê e estava, de fato, trabalhando em um novo material.

## Gravação
No início de abril de 2009, o fã-clube Scorpions ScorpNews.com anunciou que Scorpions teria entrado em estúdio no outono do mesmo ano para gravar um novo álbum. Algumas semanas depois, Klaus Meine confirmou oficialmente que a banda estava trabalhando em um novo material em uma entrevista para a Deutsche Welle.  Ele explicou que "depois de um 2008 muito turbulento com 60 shows em 22 países, agora estamos tentando respirar um pouco e recarregar nossas baterias - mas também ser criativos". Dois meses depois, a banda estendeu seu contrato de gravação com a Ariola Records.
A banda preparou cerca de 18 canções para o álbum e se juntou aos produtores suecos Mikael Nord Andersson e Martin Hansen.  Todas as canções do álbum são um novo material escrito, exceto cinco canções: "Slave Me", "No Limit", "Turn You On", "Spirit of Rock" e "The Best Is Yet to Come" que foram escritas durante as sessões de gravação de Unbreakable. Durante essas sessões, "Turn You On" tinha um título diferente;  "The Best Is Yet to Come" foi planejado para ser gravado para o álbum seguinte a Unbreakable, mas quando a banda recebeu uma oferta de Desmond Child para gravar Humanity: Hour I, eles mantiveram a música e gravaram para este álbum. James Kottak na entrevista para o Sleaze Roxx explicou: "As primeiras quatro músicas que escrevemos para este álbum eram realmente dark. Eu as chamo de músicas dark porque provavelmente eram muito pesadas em comparação com as coisas que fizemos no passado.  no estilo "The Good Die Young", mas você não pode ter muitas músicas como essa. Eu amo "The Good Die Young", mas estou feliz que a forma como as coisas evoluíram nos afastou de onde estávamos indo inicialmente em  o processo de composição. Também co-escrevemos com nossos produtores, Martin Hansen e Mikael Andersson, que levaram tudo a um nível totalmente diferente".
O processo de gravação começou em maio de 2009 e ocorreu em quatro estúdios de gravação diferentes. A gravação principal foi feita no Scorpio Sound Studio em Hannover, Alemanha. Os vocais foram feitos no The Garage Studios em Estocolmo, enquanto os vocais adicionais foram gravados no Vocal Land Studio. Partes de bateria foram gravadas no Atlantisstudion em Estocolmo. Em meados de dezembro de 2009, a banda havia encerrado a gravação do álbum. Pouco antes do Natal, eles convidaram pessoas da gravadora europeia para uma sessão de audição. Depois de ouvirem o álbum inteiro no dia seguinte, o empresário disse à banda que a gravadora adorou e que foi o melhor álbum em anos. A gerência propôs a ideia deste álbum ser o último álbum de estúdio e anunciar uma turnê final. Matthias Jabs explicou "Nunca tínhamos passado um segundo pensando sobre isso. Para nós, inconscientemente, pensamos que iria durar para sempre. Fomos levados de volta, mas depois de alguns dias vivendo com o pensamento, decidimos juntos - isso seria  a coisa certa a fazer. Queremos sair por cima enquanto ainda estamos saudáveis e ainda podemos fazer um show de alta energia que dura duas, às vezes três horas por noite."

## Faixas
1. "Raised On Rock" - 3:57
2. "Sting In The Tail" - 3:12
3. "Slave Me" - 2:44
4. "The Good Die Young" (participação especial de Tarja Turunen) - 5:14
5. "No Limit" - 3:24
6. "Rock Zone" - 3:17
7. "Lorelei" - 4:31
8. "Turn You On" - 4:25
9. "Let's Rock" - 3:21
10. "Sly" - 5:15
11. "Spirit Of Rock" - 3:43
12. "The Best Is Yet To Come" - 4:34
13. "Thunder And Lightning" (Faixa Bónus)

## Créditos
- Klaus Meine: Vocal, vocal de apoio
- Matthias Jabs: Guitarra solo, guitarra rítmica, guitarra acústica, voice box
- Rudolf Schenker: Guitarra rítmica, guitarra solo, vocal de apoio
- Paweł Mąciwoda: Baixo
- James Kottak: Bateria, vocal de apoio

## Desempenho nas paradas
| País            | Parada (2007)                           | Melhor posição |
| --------------- | --------------------------------------- | -------------- |
| Alemanha        | Media Control Charts                    | 2              |
| Áustria         | Top 40 Albums                           | 6              |
| Bélgica         | Ultratop (Wallonia) Ultratop (Flanders) | 45 83          |
| Canadá          | Canadian Albums Chart                   | 22             |
| Coreia do Sul   | Gaon Music Chart                        | 2              |
| Espanha         | Spanish Albums Chart                    | 30             |
| Emirados Árabes | National Top 100                        | 7              |
| Estados Unidos  | Billboard 200                           | 23             |
| Europa          | European Top 100 Albums                 | 1              |
| Finlândia       | Finnish Albums Chart                    | 6              |
| França          | French Albums Chart                     | 16             |
| Grécia          | Greek Albums Chart                      | 1              |
| Hungria         | Hungarian Albums Chart                  | 19             |
| Itália          | Italian Albums Chart                    | 39             |
| Japão           | Japan Hot 100                           | 6              |
| México          | Mexican Albums Chart                    | 33             |
| Mundo           | World Top 40                            | 14             |
| Países Baixos   | MegaCharts                              | 71             |
| Polónia         | Polish Albums Chart                     | 41             |
| Portugal        | Top 50 Nacional                         | 21             |
| Reino Unido     | UK Albums Chart                         | 96             |
| Chéquia         | Czech Albums Chart                      | 3              |
| Rússia          | Russian Albums Chart                    | 6              |
| Suécia          | Svensktoppen                            | 14             |
| Suíça           | Swiss Albums Top 100                    | 6              |